# Coppia ferrarese

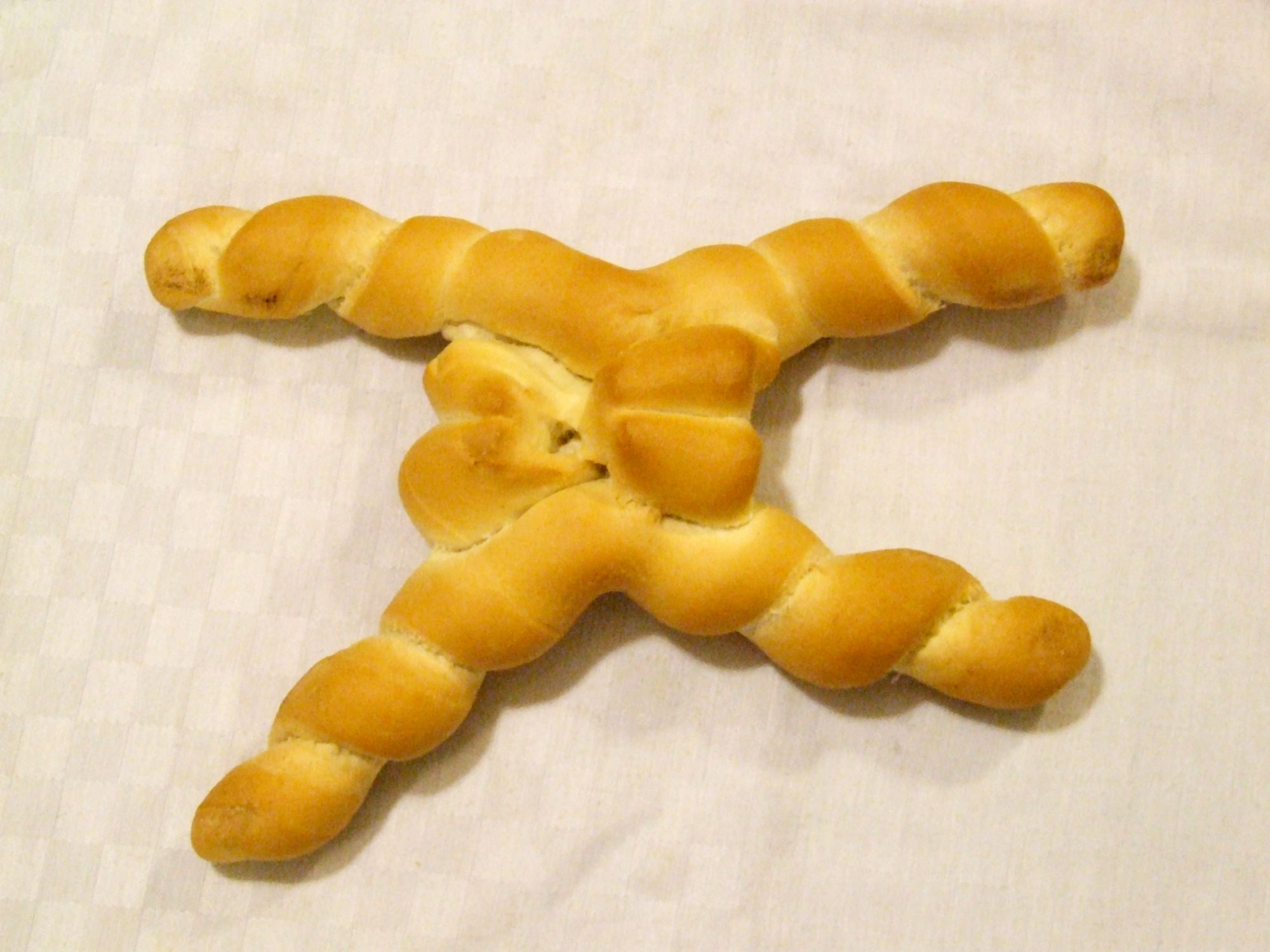
IGP Coppia Ferrarese

La coppia ferrarese (en italiano, 'pareja de Ferrara') también llamada ciopa o ciupeta ferrarese (o, simplemente, pane ferrarese) es un pan de trigo típico de la provincia de Ferrara, en Emilia-Romaña, al norte de Italia, que cuenta con el sello de protección IGP de la Unión Europea. Su masa es una masa dura que contiene harina, masa madre, agua, manteca de cerdo, malta y aceite de oliva. Su curiosa forma viene de la torsión que se le practica a la masa antes de ser horneada. 

## Características
Es un pan de masa dura (llamada pasta dura en italiano) que pesa entre 80 y 250 g  y tiene forma de cromosoma o equis, gracias a retorcer dos tiras de masa y engancharlas de dos en dos (de ahí su nombre). Estos apéndices se denominan crostini.
Tiene un sabor y aroma intensos, y su color es dorado, con vetas casi rubias que corresponden con la forma del torcimiento.

## Origen
La coppia ferrarese está estrechamente ligada a la cultura y la historia de la ciudad de Ferrara, donde ya en 1287, los estatutos municipales requerían que los panaderos hicieran pan «festoneado». La versión más parecida es la citada en 1536 en la obra Banchetti de Cristoforo da Messisbugo donde se habla de un pane intorto ('pan retorcido'), servido durante una comida de carnaval, ofrecida en honor del Duque de Ferrara.
A finales del siglo xvii en Ferrara, la coppia se convierte oficialmente en una especialidad y el refinamiento de los panaderos ferrareses es evocado por Antonio Frizzi en su libro Memorie per la storia di Ferrara.
La protección IGP abarca toda la provincia de Ferrara, y está administrada por la  Associazione Pane Ferrarese.

## Elaboración

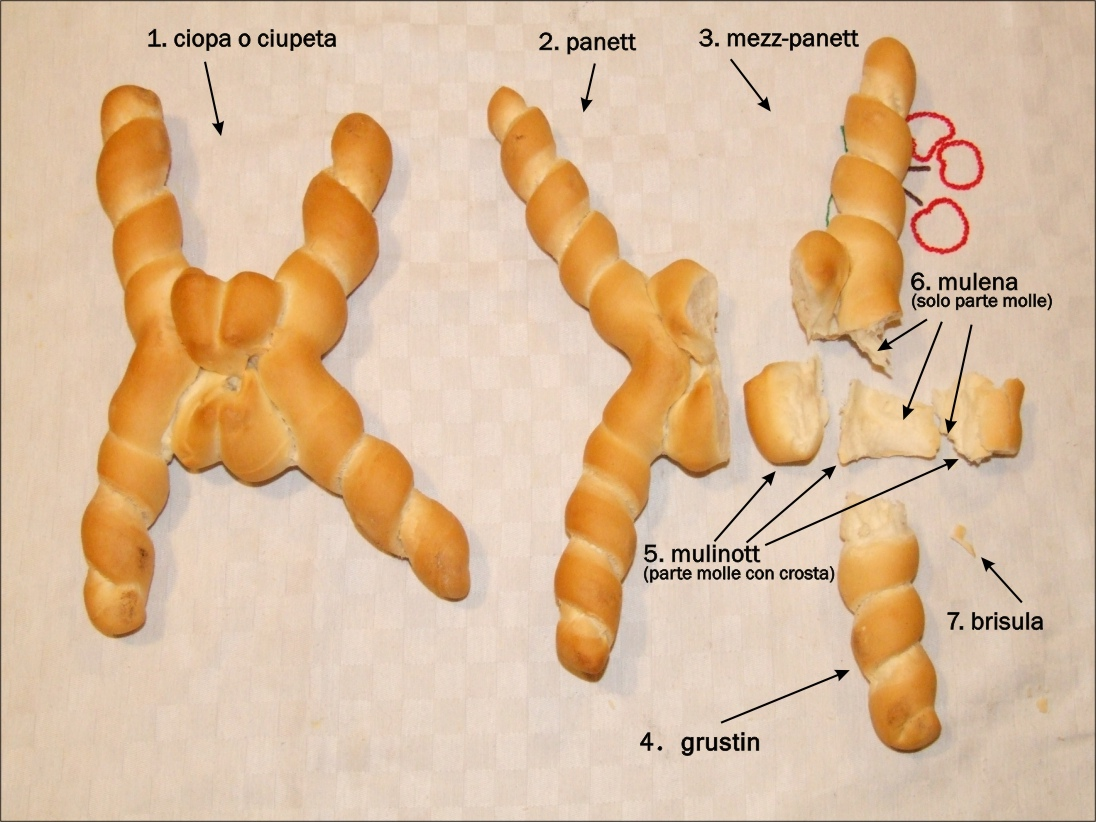
Nombres de sus partes en el dialecto de Ferrara. Nota: estas son las denominaciones en la zona capitalina de la provincia de Ferrara (zona alta), y pueden variar en las zonas media y baja (por ejemplo, grustin ↔ grugnol).

Al ser un sello IGP, su producción debe ser artesanal y siguiendo unos procesos regulados por ley. Los ingredientes son harina de trigo blando de tipo "0", agua, manteca de cerdo, aceite de oliva, levadura natural, sal y malta (o extracto de malta).
Al igual que el pain brié normando o el pan candeal español, el pan de Ferrara es de masa dura. Los panes de masa dura se caracterizan por una baja hidratación. Un 35% en el caso de la coppia ferrarese; esto es, 35 g de agua por cada 100 g de harina. Todos los porcentajes están regulados: 6% para la manteca, 4% el aceite de oliva y 10% levadura. Se amasa por 20 min y se pasa a un refinado por cilindros de 15 a 20 pasadas. 
La forma retorcida se le da combinando un trabajo manual y a máquina, o bien solo manual. Se hacen primero dos mezze coppie (la mitad) y luego se unen. Se obtiene así el producto final que se fermenta de 70 a 90 min (según la temperatura ambiente) y se cuece en hornos de piso fijo (forni a platea fissa). La levadura natural (lievito naturale) es una masa madre que se forma a lo largo de 5 días alimentándola cada 12 h.